# 아마노 츠키
아마노 츠키(天野 月)는 일본의 여성 싱어송라이터, 삽화가이다.

## 내력
- 2001년, 아마노 츠키코(天野月子)라는 이름으로 싱글 《하코니와 ~미니츄어 가덴~》을 발매하고 싱어송라이터 활동을 시작한다.
- 2008년 5번째 정규 음반 《ZERO》까지 발매하고 싱어송라이터로서의 활동을 중지한다.
- 2009년부터는 이름을 아마노 츠키로 바꾸고, 삽화가로 활동을 시작한다.

## 음반 목록

### 정규 음반
1. Sharon Stones (2002)
2. Meg Lion (2002)
3. 천룡 (2004)
4. A MOON CHILD IN THE SKY (2005)
5. ZERO (2008)
3, 4번째 음반은 포니캐년 코리아를 통해 대한민국에 발매됐다.